# Klady
Klady – osada leśna w Polsce położona w województwie wielkopolskim, w powiecie ostrowskim, w gminie Przygodzice koło Chynowej. Leży 15 kilometrów od Ostrowa Wielkopolskiego i około 12 kilometrów od Antonina.
Jak wynika z danych Słownika geograficznego Królestwa Polskiego miejscowość pod koniec XIX wieku liczy 10 domów i 79 mieszkańców.
Według mapy Wojskowego Instytutu Geograficznego leśniczówka liczyła w 1936 roku,liczyła razem z kolonią o tej samej nazwie, 10 domów .
Lasy w rejonie Klad należały do Hrabstwa Przygodzice.